# Astragalus clerceanus
Astragalus clerceanus är en ärtväxtart som beskrevs av Modest Mikhaĭlovich Iljin och Ippolit Hippolit Mikhailovich Krascheninnikov. Astragalus clerceanus ingår i släktet vedlar, och familjen ärtväxter. Inga underarter finns listade i Catalogue of Life.